# KDM Dannebrog
Pour les articles homonymes, voir Dannebrog.
Le KDM Dannebrog est le yacht royal du Danemark.

## Description
Long de 78 mètres, le navire a été construit aux chantiers navals de Copenhague. Il a été lancé en 1931 et sert depuis 1932 pour la famille royale danoise, tant pour des occasions officielles que privées. Depuis son lancement, le navire a parcouru plus de 300 000 milles nautiques (556 000 km) et a visité la plupart des ports du Danemark, des îles Féroé et du Groenland. Il a également visité aussi beaucoup de ports européens, particulièrement en France, et a fait des croisières en Méditerranée et aux Caraïbes.
Il tient son nom du Dannebrog, le nom donné au drapeau du Danemark.

## Dans la culture
Il apparaît (avec des voiles ajoutées) dans le générique de fin du film d'animation Kiki la petite sorcière de Hayao Miyazaki.

## Galerie

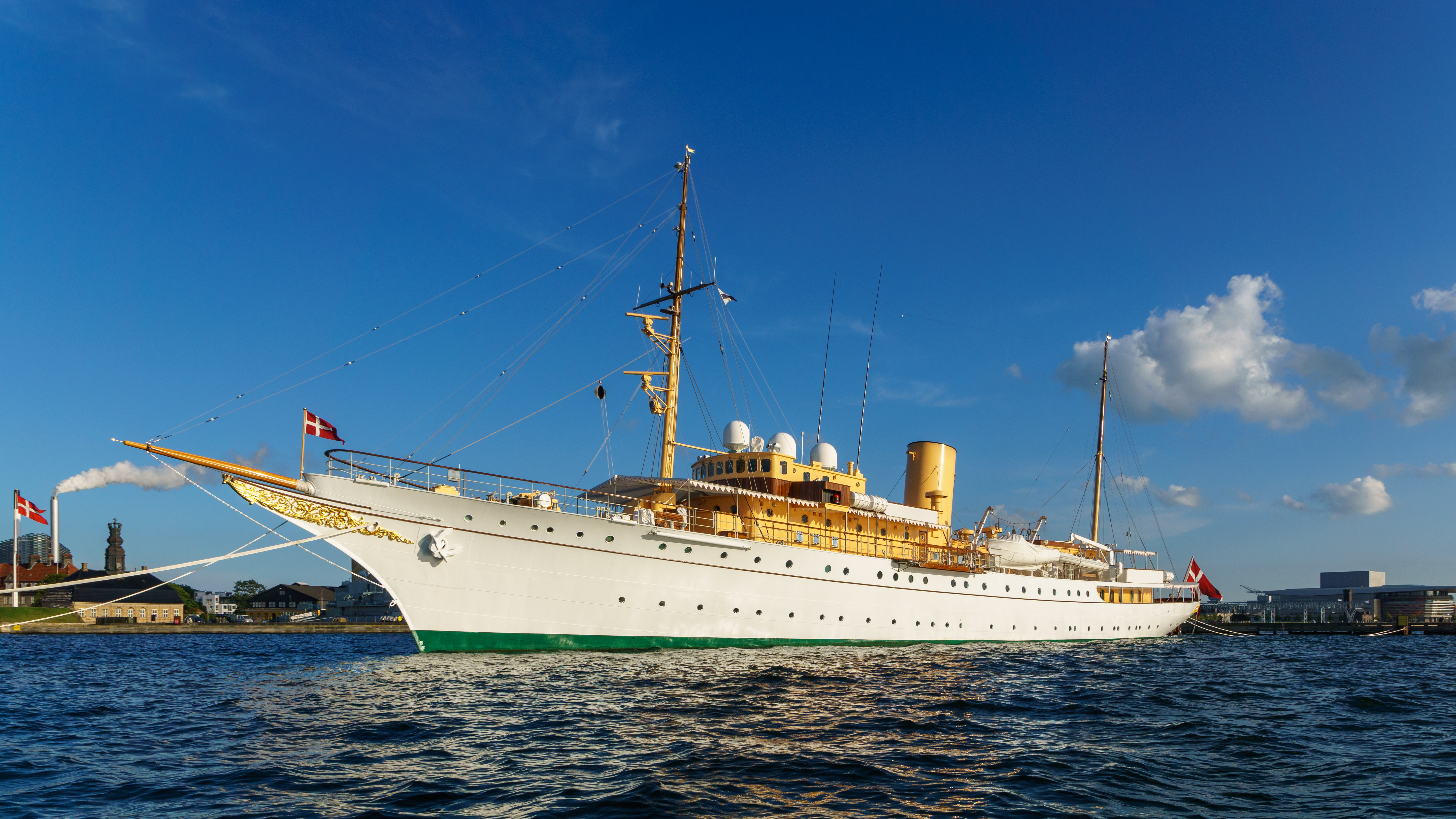
Le yacht à Copenhague en août 2017.
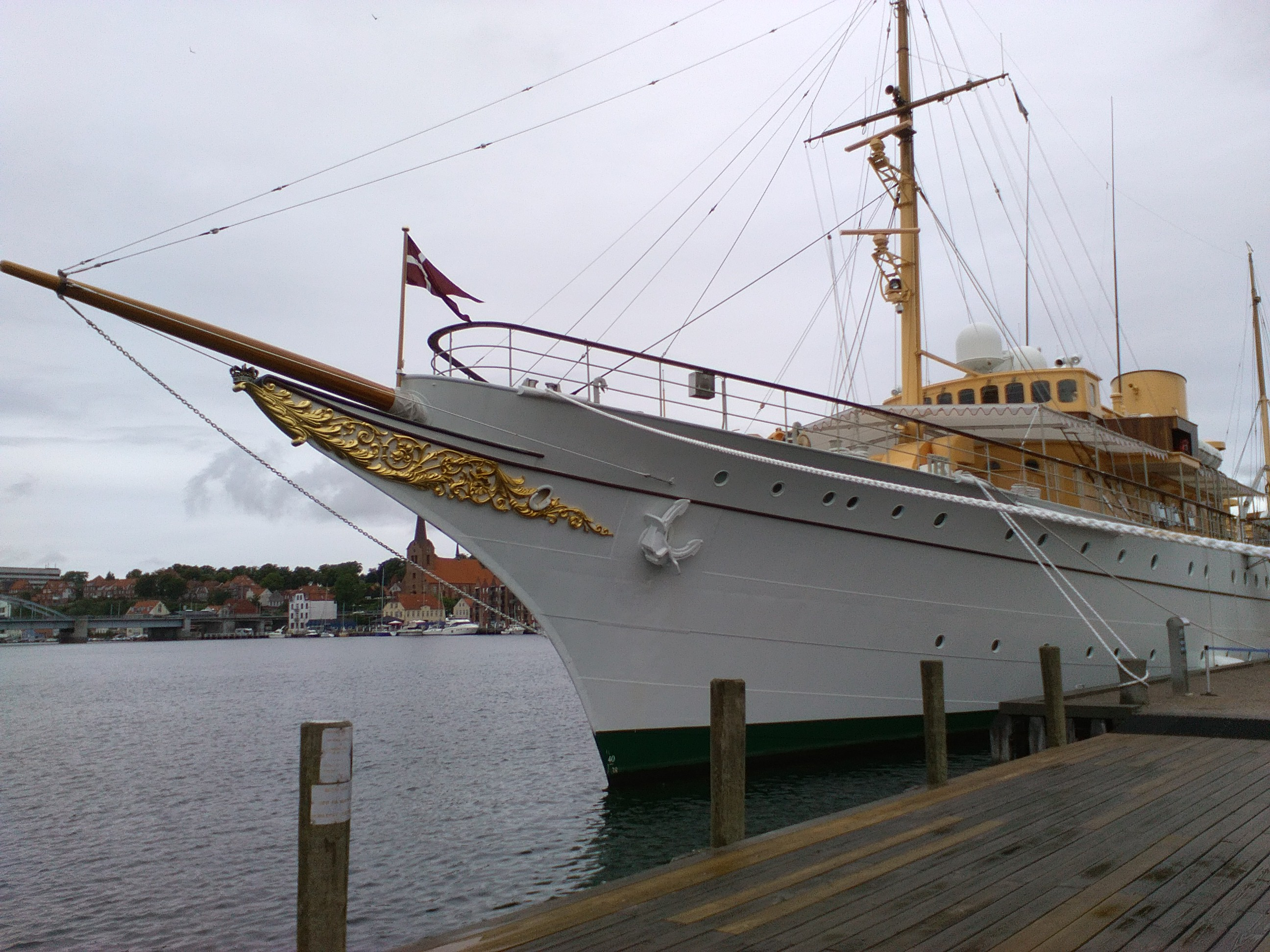
La proue du yacht.
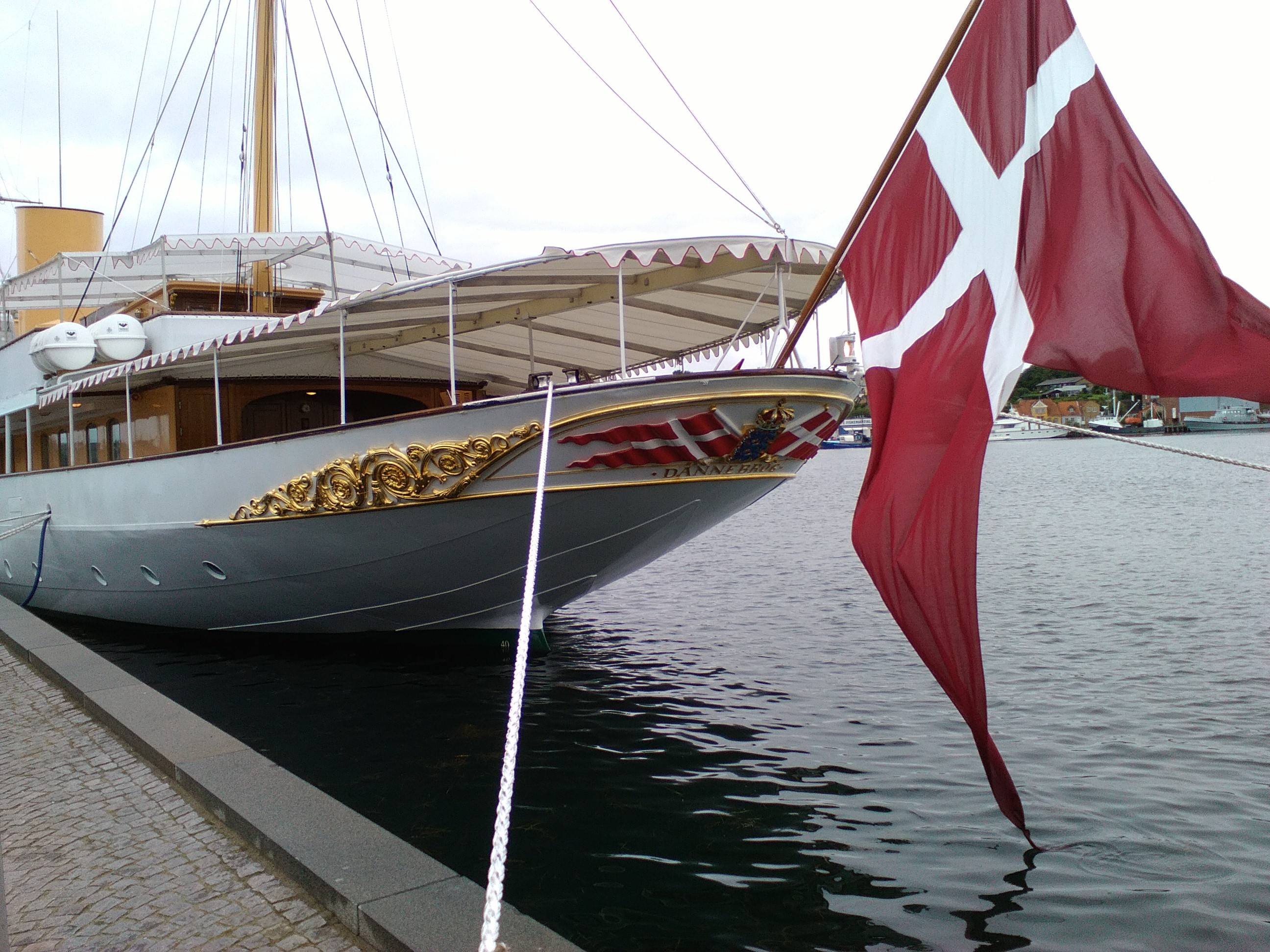
La poupe du yacht.
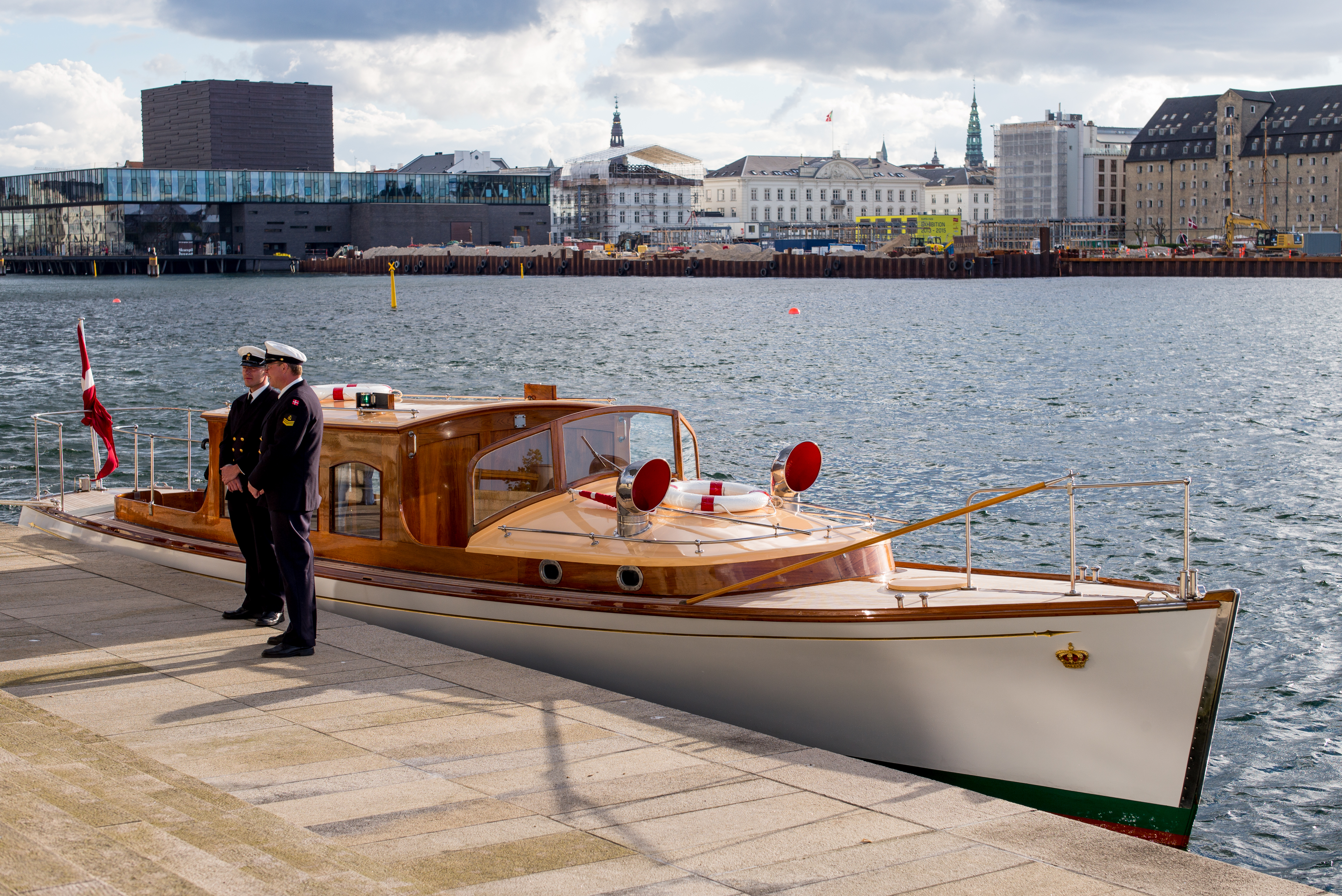
La chaloupe royale.